# Ludwig Friedländer
Ludwig Heinrich Friedländer (Königsberg, 16 luglio 1824 – Strasburgo, 16 dicembre 1909) è stato un filologo classico tedesco.
Nel 1847 divenne privatdozent all'università di Königsberg, per poi esserne assistente (1856) e professore ordinario (1858).
Si ritirò nel 1892 a Strasburgo, dove era professore onorario all'università locale.
Ebreo, si convertì al Cristianesimo.

## Edizioni
- Nicanoris περὶ Ιλιακῆς Στιγμῆς Reliquiæ Emendatiores (1850);
- Ueber den Kunstsinn der Römer in der Kaiserzeit (1852);
- Aristonici Alexandrini περὶ Σημείων Ιλιάδος Reliquiæ Emendatiores (1853);
- Die Homerische Kritik von Wolf bis Grote (1853);
- Marziale (2 vol., 1886);
- Petronio Arbitro (1891);
- Giovenale (1895).